# Gothmog (Eerste Era)
Gothmog is de aanvoerder van de Balrogs tijdens de Eerste Era. Hij is een Maia en een belangrijke volgeling van Morgoth. Hij stond ook bekend als de Heer van de Balrogs (Engels: The Lord of the Balrogs). Hij vocht tijdens de Nirnaeth Arnoediad tegen de Elf Fingon, die hij doodde. Tijdens de Val van Gondolin ging hij samen met Ecthelion van de Fontein ten onder. Hij was de machtigste van alle Balrogs.
De naam Gothmog komt van de Quenyaanse termen gos of goth ("vrees, angst") en -mbaw ("kracht").
Gothmog's Quenyaanse naam is Osombauko (of Oþombauko).
Zijn naam in het Sindarijns betekent "Conflict en Haat".